# ヒト族
ヒト族 (Hominini) は、ヒト亜科に含まれる族の一つである。定義には諸説あり、ヒト亜科の大型類人猿をゴリラ族（ゴリラ系統）・チンパンジー族（チンパンジー系統）として区別し、残りをヒト族（ヒト系統、すなわち人類）とするものと、ヒト族の下にヒト亜族、チンパンジー亜族とを並列にわける場合がある。後者のヒト族には、現生種はヒト属のヒト、チンパンジー属のチンパンジー、ボノボの3種のみが含まれる。
分子遺伝学的には、 656±26万年前にゴリラ系統とヒト系統（ヒト属のヒト、チンパンジー属のチンパンジー、ボノボ）に分岐し、その後487±23万年前にチンパンジー系統とヒト系統に分岐したとされる。ゴリラ系統との分岐を約1000万年前、チンパンジー系統との分岐を約700万年前とする研究もある。
チンパンジー属に絶滅した種は見られず、ヒト属の方にだけ偏っているのは興味深い事実である。（厳密には、ヒト属とチンパンジー属の共通の祖先のうちの最初期のものと考えられているサヘラントロプス属とオロリン属は、分岐後しばらくして絶滅したか、あるいは新しいヒト種に進化のバトンを渡して消滅した、と推測される。）